# Alexander Theodor von Oliva
Alexander Theodor von Oliva (getauft 17. Juni 1691 in Aachen; † 10. Juni 1767 ebenda) war Schöffe und mehrfacher Bürgermeister der Reichsstadt Aachen.

## Leben
Alexander Theodor wurde am 17. Juni 1691 in Aachen getauft. Nach damaliger Gepflogenheit kann dieses Datum auch als sein Geburtsdatum angenommen werden. Sein Vater war der Mediziner Philipp Oliva, seine Mutter dessen zweite Ehefrau Anna Elisabeth Daemen. 
An der Universität Löwen studierte Alexander Theodor Jura und schloss dort 1713 mit der Lizenziatur ab. 1718 wurde er Praktikant am Reichskammergericht in Wetzlar.
Bald darauf wurde er vom Rat der Stadt Aachen zur Wahl als Schöffe vorgeschlagen, aber erst 1723 zum Schöffen gewählt. Im selben Jahr trat er der Sternzunft bei. 1729 wurde er zum ersten Mal zum Schöffenbürgermeister gewählt. Dieses Amt übte er bis 1767 insgesamt 19 mal aus, davon 14 mal mit dem Bürger-Bürgermeister Jakob Niclas aus den Reihen der Zünfte. Von Oliva war damit neben seinem Schwager Martin Lambert de Lonneux mit 15 Amtszeiten der Bürgermeister der Stadt Aachen mit den meisten Amtsperioden. Von 1729 bis 1748 wechselte er sich im Zweijahreszyklus mit Johann Werner von Broich in diesem Amt ab, von 1749 bis 1756 mit Franz von Fürth und von 1758 bis 1767 mit Joseph Xaver von Richterich.
Bei der Teilnahme an der Krönung von König Franz I. 1745 in Frankfurt wurde Alexander Theodor in den Adelsstand erhoben.
Alexander Theodor von Oliva starb kurz vor seinem 78. Geburtstag am 10. Juni 1767 in seinem Haus und wurde in der Nikolauskirche beigesetzt.

## Familie
Am 16. Juni 1725 heiratete Alexander Theodor Agnes Leonharda Katharina von Bodden (1707–1770), deren Vater Heinrich Rentmeister von Aachen war. 1726 zog das Ehepaar in das Elternhaus der Frau, das Haus am Pley, heute Seilgraben 32. Alexander Theodor ließ das Haus durch den Aachener Baumeister Laurenz Mefferdatis umbauen und erweitern. Darüber hinaus erbte er von seinem Vater die Stadtvilla „Hof von Holland“ in der Kleinkölnstraße, die er 1752 verkaufte und die später als der Londoner Hof stadtgeschichtlich bekannt wurde.
Das Ehepaar Oliva hatte zwölf Kinder, von denen drei schon im Kindesalter starben. Unter den neun die Eltern überlebenden Kindern war auch Martin von Oliva (1738–1816), der 1767 Schöffe wurde und 1787/88 Bürgermeister von Aachen war.